# Euonymus prismatomerioides
Euonymus prismatomerioides är en benvedsväxtart som beskrevs av Wu Zheng-yi och J.S. Ma. Euonymus prismatomerioides ingår i släktet Euonymus och familjen Celastraceae. Inga underarter finns listade.